# 綿竹城遺址
綿竹城遺址位於四川省德陽市旌陽區，文物遺址年代判定為汉晋。2007年6月1日公佈為四川省第七批文物保護單位。2019年10月7日公布为第八批全国重点文物保护单位。